# Obsidian
Obsidian er en vulkansk bjergart, der har fået glasstruktur ved at lavaen hurtigt er afkølet ved enten at møde koldere luft eller vand kort efter udbruddet.:314 
Stenen findes navnlig i farver fra helt sort til røgbrun,:103  men kan også være rød,:126  grøn:3  og med misfarvninger på grund af urenheder. Obsidian består af over 70 % silicium, 10-15 % aluminium samt natrium og kalium i mindre mængder. Små forskelle i mineralsammensætningen og vandprocenten gør det muligt at skelne mellem obsidian fra forskellige bjergområder ret præcist.:317 
Obsidian kaldes stenhuggerens skræk, da den er meget hård og uden spalteretninger. Obsidianets brudflader er typisk buede som muslingeskaller (muslet brud) og med ekstremt skarpe kanter.:315  Obsidian er uhyre tørt, og ved langsom optagelse af vand omdannes det med tiden til perlit.:317 
Stenarten er svær at skelne fra affaldsglas fra et glasværk. I bunden af glasværkets ovn opsamles tunge urenheder, med års mellemrum tømmes ovnen helt, og bundlaget ligner obsidian til forveksling.

## Obsidian brugt af nordamerikanske indianere
Obsidian var længe værdsat af indianerne i Nordamerika på grund af dets skarpe brudflader,:315  der gjorde det egnet til våben samt skrabe- og skære-redskaber.:125  De sidstnævnte blev f.eks. brugt til forarbejdning af skind og partering af bisoner.:89  Indianerne kunne finde obsidianet fritliggende i størrelser fra håndstore sten til kampesten.:322  Hvor det forekommer indlejret i klippepartier som f.eks. i Obsidian Cliff i Wyoming, huggede indianerne obsidianet fri i regulære stenbrud.
Spydspidser af obsidian var i brug på den nordlige prærie for mere end 10.000 år siden.:108 
Indianere i Ohio med høj status under Hopewell kulturen fik obsidian fra Wyoming over 2.000 km væk med i graven.:130  Under udgravningen af en Hopewell plads fandt arkæologerne op mod 300 kg obsidian gemt i gruber, hvilket giver et fingerpeg om, hvor værdsat det var.:165 
Redskaber af obsidian brugt omkring år 1100:323  er fundet i arkæologiske udgravninger langt fra steder med obsidian, som f.eks. på prærien i Oklahoma. Ved salg og videresalg eller på anden vis er obsidian fra både det sydøstligste Idaho ca. 1.500 km borte, samt fra Utah og New Mexico nået frem til præriebefolkningerne her.:325 
Fund af hidbragt eller indført obsidian på prærien efter år 1450 er bl.a. gjort i Texas.:324  Obsidianet her stammer især fra områder i Jemez Mountains i det nord-centrale New Mexico. Frem til midt i 1600-tallet:325  lader handelen med obsidian til at have skabt kontakt mellem forskellige oprindelige kulturer i den sydlige del af Nordamerika.:326 
I starten af 1800-tallet ser det ud til at flathead indianerne i Montana hentede obsidian i Yellowstone National Park,:82  mens de lokale sheep eater indianere brugte pilespidser af obsidian så sent som i 1835.:131 

### Forarbejdning af obsidian
Som følge af stenens forandring under optagelse af vand var relativt nydannet obsidian (fra tertiærtiden og fremefter) bedst at lave redskaber af.:317 
Først blev et passende stykke obsidian gravet ned i fugtig jord, hvorover et bål brændte i et døgns tid. Ved derefter at slå flækker af obsidianet med hårde, præcise slag fik stenen omtrent den ønskede form. Den finere forarbejdning og endelige udformning blev udført ved at flække små stykker obsidian af stenen ved at presse på dens kanter med et egnet stykke horn.:126 